# جان تنتا
جان تنتا (انگلیسی: John Tenta; ۲۲ ژوئن ۱۹۶۳ – ۷ ژوئن ۲۰۰۶) کشتی‌گیر کشتی حرفه‌ای، و ریکیشی اهل کانادا بود.